# Fairfax (Minnesota)
Fairfax – miasto w Stanach Zjednoczonych, w stanie Minnesota, w hrabstwie Renville.